# Colline di Levanto
Die Colline di Levanto (deutsch: „Hügel von Levanto“) sind ein Weinbaugebiet in der norditalienischen Provinz La Spezia in der Region Ligurien. Die Weine besitzen seit 1995 eine „kontrollierte Herkunftsbezeichnung“ („Denominazione di origine controllata“ – DOC), die zuletzt am 7. März 2014 aktualisiert wurde.

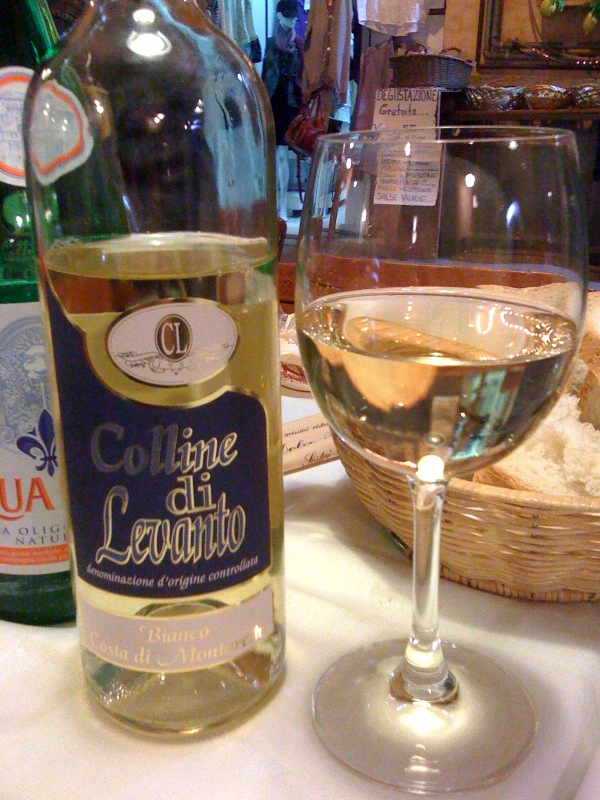
Colline di Levanto Bianco

## Anbaugebiet
Das sehr kleine Anbaugebiet umfasst Teile der Gemeinden Levanto, Bonassola, Framura und Deiva Marina.

## Herstellung
Die Weine werden in drei Arten erzeugt:
- Colline di Levanto bianco: enthält mindestens 40 % Vermentino, mind. 20 % Albarola und 5 % Bosco. Höchstens 35 % andere analoge Rebsorten, die für den Anbau in der Region Ligurien zugelassen sind, dürfen zugesetzt werden. Hat mindestens 11,0 Vol.-% Alkoholgehalt.
- Colline di Levanto Vermentino: enthält mindestens 85 % Vermentino und mind. 20 % Ciliegiolo. Höchstens 15 % andere analoge Rebsorten, die für den Anbau in der Region Ligurien zugelassen sind, dürfen zugesetzt werden. Hat mindestens 11,0 Vol.-% Alkoholgehalt.
- Colline di Levanto rosso: enthält mindestens 30 % Sangiovese und mind. 20 % Ciliegiolo. Höchstens 50 % andere analoge Rebsorten, die für den Anbau in der Region Ligurien zugelassen sind, dürfen zugesetzt werden. Hat mindestens 11,0 Vol.-% Alkoholgehalt. Wird auch als „Novello“ angeboten.